# Gösta Naumann
Gustaf (Gösta) Naumann, född den 8 mars 1846 i Lund, död den 27 februari 1925 i Stockholm, var en svensk läkare. Han var son till Christian Naumann och far till Erik Naumann.
Naumann blev student vid Uppsala universitet 1867, medicine licentiat i Stockholm 1877 samt medicine doktor i Lund 1891, sedan han utgivit avhandlingen Om struma och dess behandling. 
Naumann utnämndes 1879 till lasarettsläkare i Helsingborg och var 1898–1912 överläkare vid Sahlgrenska sjukhusets kirurgiska avdelning i Göteborg. Han offentliggjorde en mängd uppsatser av kirurgiskt innehåll.
Naumann är begravd på Nya kyrkogården i Helsingborg.